# Sluštice
Sluštice (deutsch Sluschtitz) ist ein Dorf mit 345 (28. August 2006) Einwohnern in der Region Středočeský kraj (Tschechien).

## Lage
Sluštice befindet sich am Bach Výmola, etwa sechs Kilometer nordöstlich von Říčany.

## Geschichte

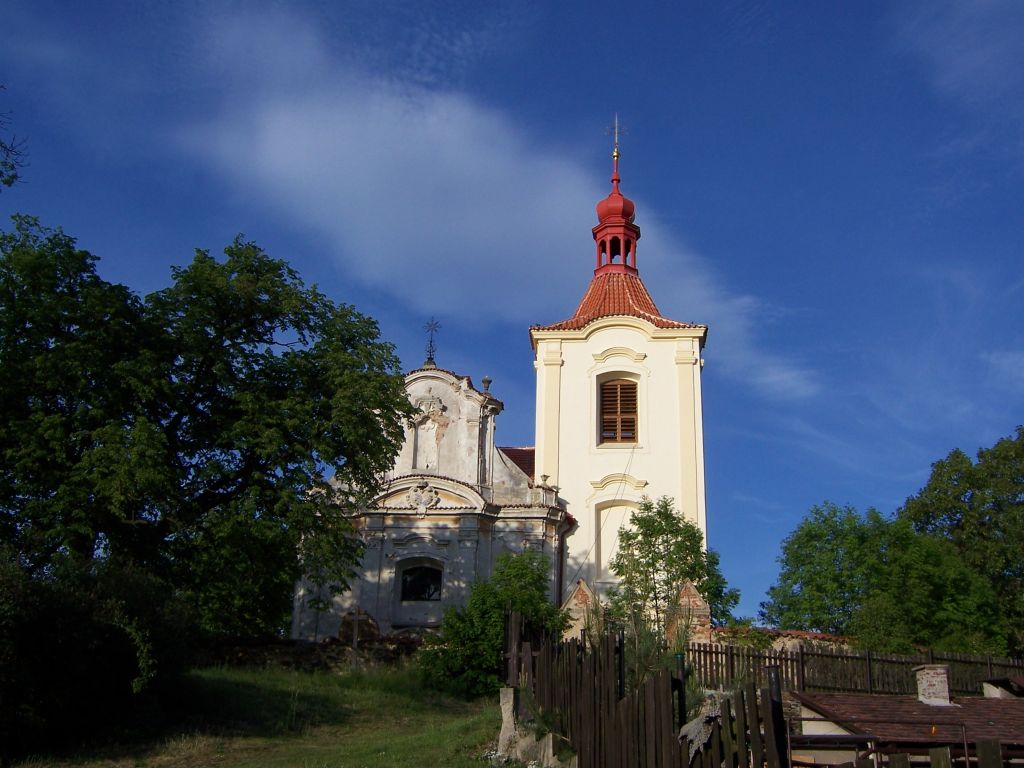
Kirche des Hl. Jakub des Älteren

Sluštice wurde erstmals 1223 erwähnt, als Miztidruch de Zluscic genannt wurde. Zu diesem Zeitpunkt hatte das Dorf bereits eine Pfarrkirche und eine Festung. 1332 gehörten die Ländereien dem Prager Bürger Fridolin Rost, danach von 1357 bis 1366 seinem Bruder Donat Rost. Seit 1380 gehörte Sluštice dem Bürger der Prager Altstadt Matěj od Věže, das Patronatsrecht an der Kirche übten jedoch die Brüder Andreas und Martin Stachov aus der Prager Altstadt aus, danach von 1400 bis 1405 die Brüder Nikolaus Mikuláš Ortlin (Ortlinovic) und Rudolf Rudolf von Mülhausen, die ihre Anteile 1407 an Reinhard von Mülhausen verschenkten. Dieser schrieb sich bereits „ze Sluštic“.
Über Reinhard ze Sluštic sind viele Dokumente erhalten geblieben. 1416 verkaufte er die Rente der Festung und der dazugehörigen Ländereien Reinhard von Remeš. 1423 kaufte Reinhard dann von der Tochter seines älteren Bruders Hradenín. Er starb vermutlich 1437. Er war mit Machna von Horka verheiratet, mit der er fünf Töchter hatte. Nach seinem Tod heiratete die Witwe Jan z Čepě. Dieser starb bereits vor 1460 und Machna heiratete ein weiteres Mal, diesmal Nikolaus Daksa von Hammerstein. Nach 1460 hielt Jan Ledecký z Říčan das Dorf, der es 1473 den Prager Bürgern Křížik aus der Prager Altstadt und Jílka Rybov, Glöckner in Prager Neustadt veräußerte.
Einer dessen Nachfahren waren Anna, Frau des Sigismund Roh von Vlkanov und Johanna von Sluštice, verheiratete Čermákova. Roh verkaufte die Ländereien 1519 an Marta Pechancová von Besdiekau. Zu diesem Zeitpunkt war die Festung bereits verlassen, das Dorf wurde von Kralowitz aus verwaltet und die Burg verfiel. 1563 hielt Matthias Pechancov von Kralowitz das Eigentum, das er 1568 ohne eigene Erben zu hinterlassen, an Nikolaus Skalský von Dauba und seiner Frau Margarethe von Frejskut vermachte. Von deren Nachkommen renovierte Hermann und Johann Georg 1597 die Burg. Hermann überließ seinen Anteil Hans Georg, der es Nikolaus Skalský von Dauba vererbte. Nach der Schlacht am Weißen Berg wurde sein Vermögen, dem auch noch Brauerei und Dorf Sluštice sowie Třebohostice gehörte, konfisziert und dem Fürsten Karl von Liechtenstein verkauft. Mit dem Schicksal dieser Familie war nun auch der Ort eng verbunden. Wann die Burg endgültig einging, ist nicht mehr nachvollziehbar.

## Sehenswürdigkeiten
- Kirche des Hl. Jakub des Älteren – ursprünglich gotisch, geht das heutige Aussehen nach Umbau im Barock auf 1746–1749 zurück.